# Luanda
Luanda (phiên âm tiếng Việt: Lu-an-đa; tên gọi cũ: Loanda) là thủ đô và thành phố lớn nhất tại Angola. Nằm bên bờ Đại Tây Dương, Luanda là thương cảng quan trọng bậc nhất tại Angola với dân số ước tính 4,8 triệu người (năm 2007). Thành phố này cũng là thủ phủ của tỉnh Luanda.

## Lịch sử
Nhà thám hiểm người Bồ Đào Nha Paulo Dias de Novais đã thành lập Luanda vào năm 1575 với tên gọi "São Paulo de Loanda". Người Bồ Đào Nha bắt đầu xây dựng các pháo đài tại Luanda, đầu tiên là pháo đài "Fortaleza São Pedro da Barra" vào năm 1618 và pháo đài "Fortaleza de São Miguel" vào năm 1638. Bắt đầu từ năm 1627, Luanda chính thức trở thành trung tâm hành chính của thuộc địa Angola của Bồ Đào Nha. Tuy nhiên trong khoảng thời gian giữa năm 1640 và 1648, thành phố này đã bị cai trị bởi người Hà Lan.
Luanda ban đầu là một trung tâm buôn bán nô lệ của châu Phi. Người da đen bắt được ở châu Phi được tập trung tại Luanda trước khi đưa lên thuyền sang làm nhân công tại các đồn điền và hầm mỏ tại Brasil với điều kiện sống vô cùng khắc nghiệt. Trên cảng Luanda, những tàu buôn nô lệ của Brazil luôn tấp nập và ảnh hưởng văn hóa của Brazil cũng có tác động mạnh mẽ đến Luanda hơn so với các vùng khác.
Vào thế kỉ 19, dưới sự cai trị của Bồ Đào Nha, kinh tế Luanda đã phát triển mạnh mẽ. Năm 1836, việc buôn bán nô lệ da đen bị bãi bỏ và bắt đầu từ năm 1844, các tàu buôn nước ngoài được cập bến Luanda. Thành phố nhanh chóng trở nên sầm uất và là một trong những thành phố hoa lệ nhất của người Bồ Đào Nha ngoài chính quốc. Luanda là một hải cảng chuyên xuất khẩu các mặt hàng như dầu cọ, dầu lạc, sáp, gỗ xây dựng, ngà voi, bông gòn, cà phê và ca cao. Nhiều loại cây như ngô, thuốc lá, sắn được trồng rộng rãi. Hệ thống thoát nước hoàn chỉnh đã giúp dân số thành phố tăng nhanh.
Trong cuộc chiến tranh thuộc địa Bồ Đào Nha (1961-1974), Luanda không bị ảnh hưởng, kinh tế tiếp tục phát triển nhanh chóng. Đa phần cư dân thành phố trước năm 1975 là người da trắng gốc Bồ Đào Nha. Tuy nhiên họ đã rời đi sau khi Angola giành được độc lập năm 1975, chủ yếu trở về Bồ Đào Nha hoặc di cư sang một số nước khác như Nam Phi. Cộng đồng người da đen tại Luanda thì lại không có đủ kinh nghiệm để quản lý thành phố. Cuộc nội chiến Angola kéo dài (1975-2002) đã càng khiến hạ tầng thành phố suy sụp.
Ngày nay sau khi chiến tranh kết thúc, thành phố Luanda đang dần phục hồi và phát triển.

## Địa lý
Luanda có thể chia làm hai phần: baixa de luanda (Hạ Luanda) và cidade alta (Thượng Luanda). Hạ Luanda nằm ngay cạnh hải cảng, là phần thành phố cũ với những di tích lịch sử từ thời thuộc địa. Còn phần Thượng Luanda thì mới được xây dựng trong nội địa với những công trình kiến trúc mới.
Thành phố có các trường đại học: Đại học Agostinho Neto (1963), Viện Nghiên cứu Giáo dục và Dịch vụ Xã hội (1962) và Bảo tàng Angola (1938).
Nhìn chung khí hậu tại Luanda là nóng và ẩm. Dòng biển lạnh Beneguela ngoài khơi Đại Tây Dương đã ngăn cản hơi ẩm từ biển ngưng tụ thành mưa mà chỉ có những đám sương mù thường xuyên xuất hiện để ngăn nhiệt độ không xuống quá thấp về ban đêm. Lượng mưa trung bình năm tại Luanda là 323 mm (tương đương 12,7 inch) nhưng không đều giữa các năm, tùy theo cường độ mạnh yếu của dòng biển lạnh. Mùa mưa ngắn tập trung chủ yếu giữa tháng 3 và tháng 4.

## Nhân khẩu

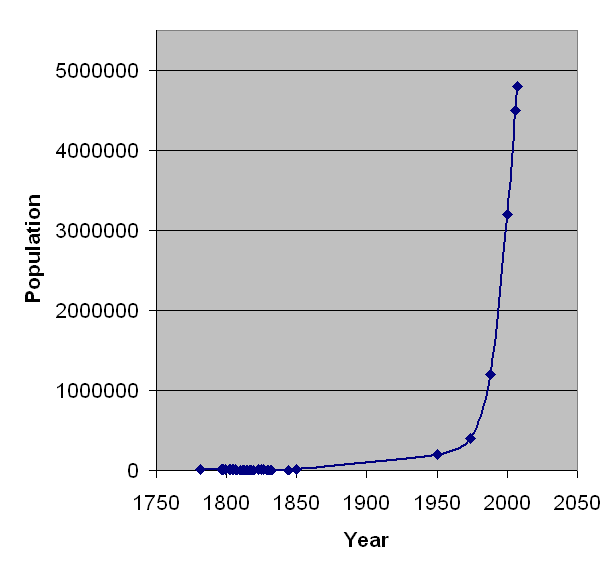
Biểu đồ nhân khẩu Luanda

Dân cư tại thành phố Luanda chủ yếu là người châu Phi bản địa, tức người da đen. Họ chủ yếu là người dân của các bộ lạc Ovimbundu, Kimbundu và Bakongo. Ngôn ngữ chính thức và phổ biến nhất tại Luanda là tiếng Bồ Đào Nha, song song với sự tồn tại của một số ngôn ngữ bản địa khác thuộc nhóm Bantu. Một số ít cư dân Luanda là người da trắng gốc châu Âu.
Dân số Luanda đã bùng nổ trong những năm gần đây, chủ yếu là do người dân từ các vùng nông thôn nhập cư về thành phố để tránh chiến tranh và tìm kiếm việc làm tốt hơn. Tuy nhiên, hiện tượng này đã kéo theo sự gia tăng của bạo lực, nhất là tại những khu ổ chuột tồi tàn xung quanh khu đô thị thời thuộc địa.

## Kinh tế

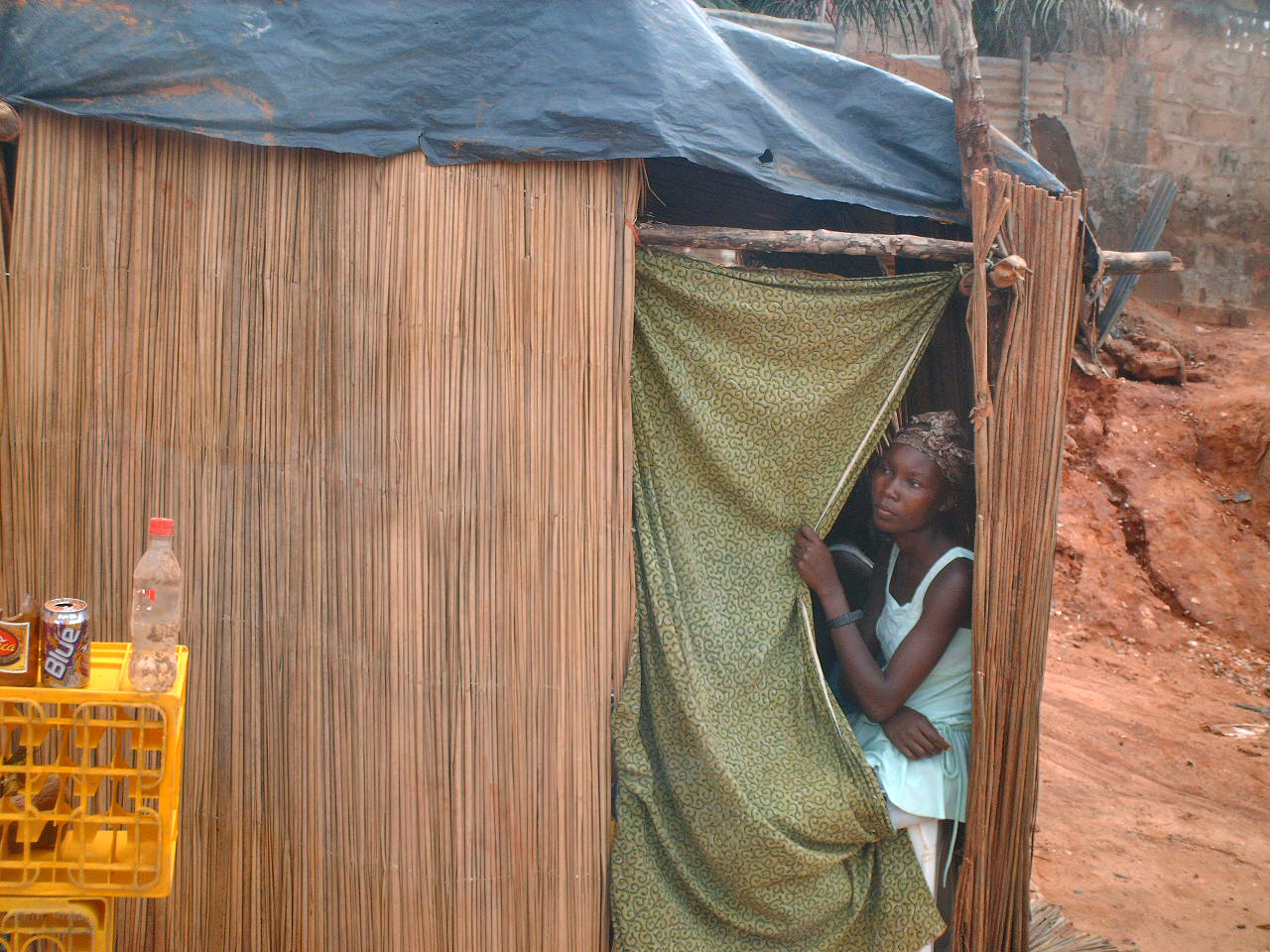
Một ngôi nhà ổ chuột ở Luanda

Công nghiệp chế biến đóng vai trò quan trọng trong nền kinh tế của thành phố Luanda, bao gồm các ngành chế biến thực phẩm, đồ uống, dệt, sản xuất xi-măng, vật liệu xây dựng, đồ nhựa, thuốc lá và giày dép. Dầu khí cũng đóng góp một phần quan trọng vào kinh tế địa phương, mặc dầu cơ sở vật chất cho việc khai thác dầu khí đã bị hư hại khá nhiều trong thời kỳ nội chiến.
Luanda có nhiều điều kiện thuận lợi để phát triển kinh tế. Thành phố này là một hải cảng tự nhiên lớn, biến nơi đây trở thành thương cảng quan trọng nhất của Angola với các mặt hàng xuất khẩu như cà phê, bông, đường, kim cương, sắt và muối. Sau khi nội chiến kết thúc vào năm 2002, tình hình đất nước Angola đi vào ổn định đã tạo điều kiện cho nền kinh tế Luanda bùng nổ, chủ yếu dựa trên hoạt động khai thác dầu. Tuy nhiên, những khu nhà ổ chuột (gọi là musseques) đang mọc lên ngày một nhiều xung quanh thành phố do người dân tị nạn chiến tranh đổ vào. Sự phân phối tài sản không đồng đều trong xã hội cũng như những xung đột chính trị tiềm ẩn luôn là mối đe dọa đến nền kinh tế của khu vực Luanda.

## Thành phố kết nghĩa
- Salvador, Brasil
- Houston, Mỹ
- Porto, Bồ Đào Nha
- Belo Horizonte, Brasil

## Hình ảnh về Luanda

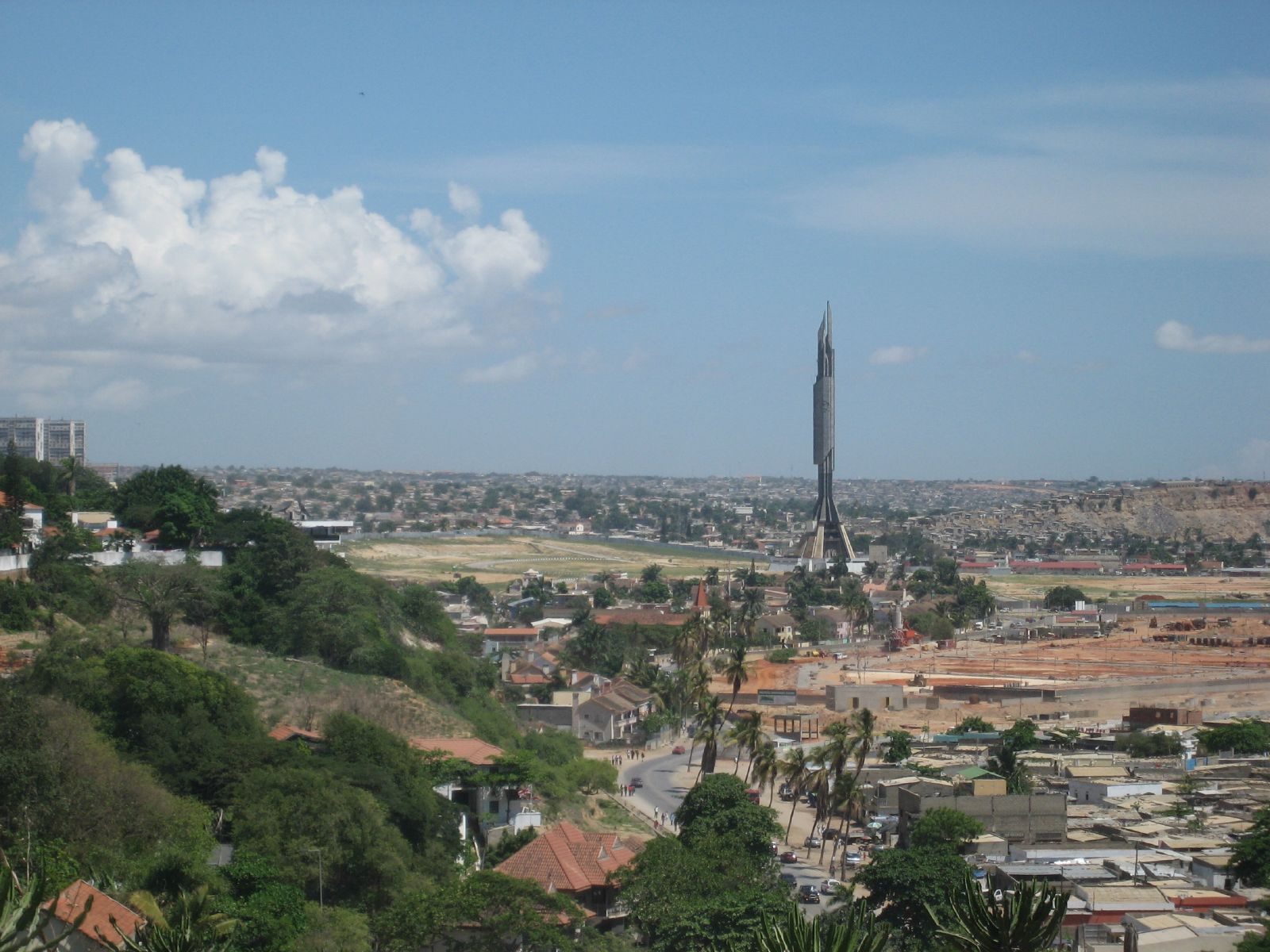
Một góc thành phố Luanda
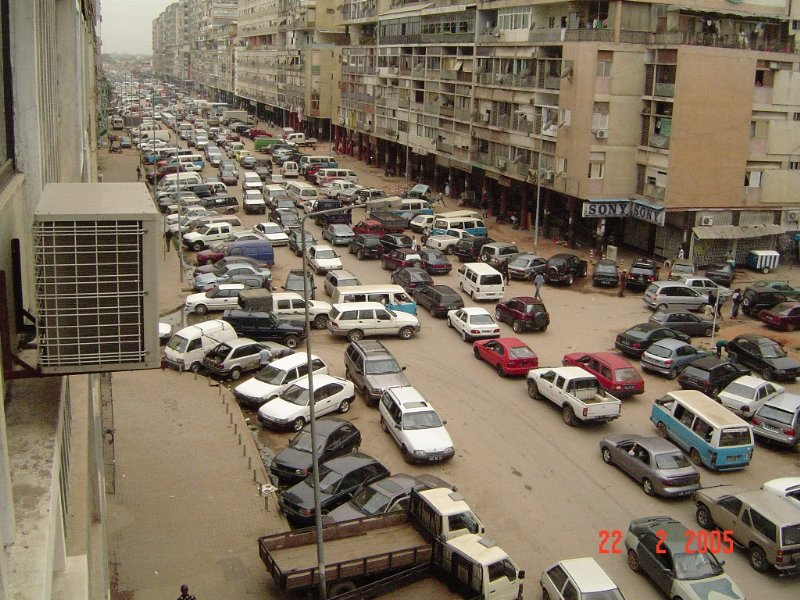
Một con phố Luanda
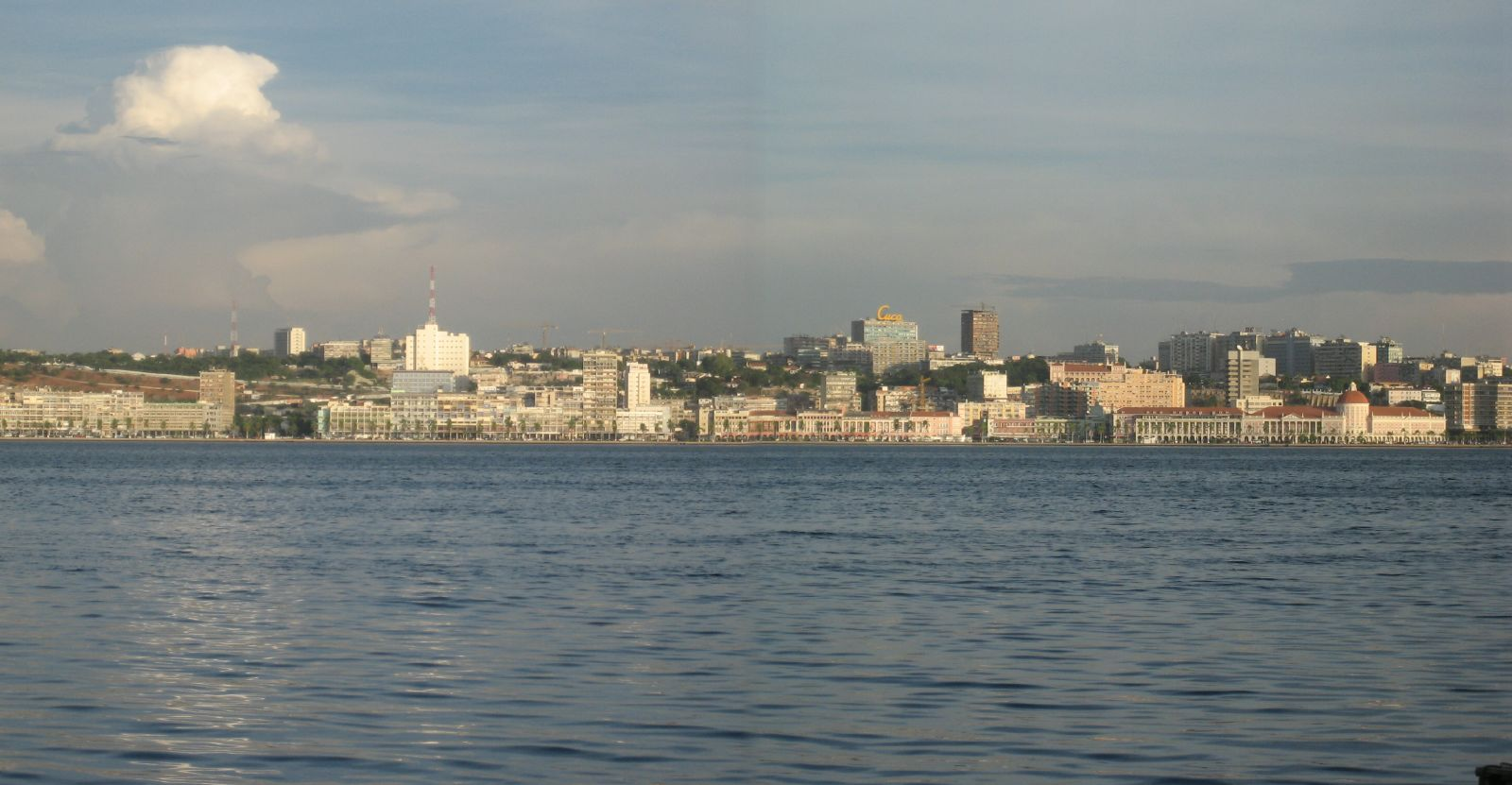
Cảng biển
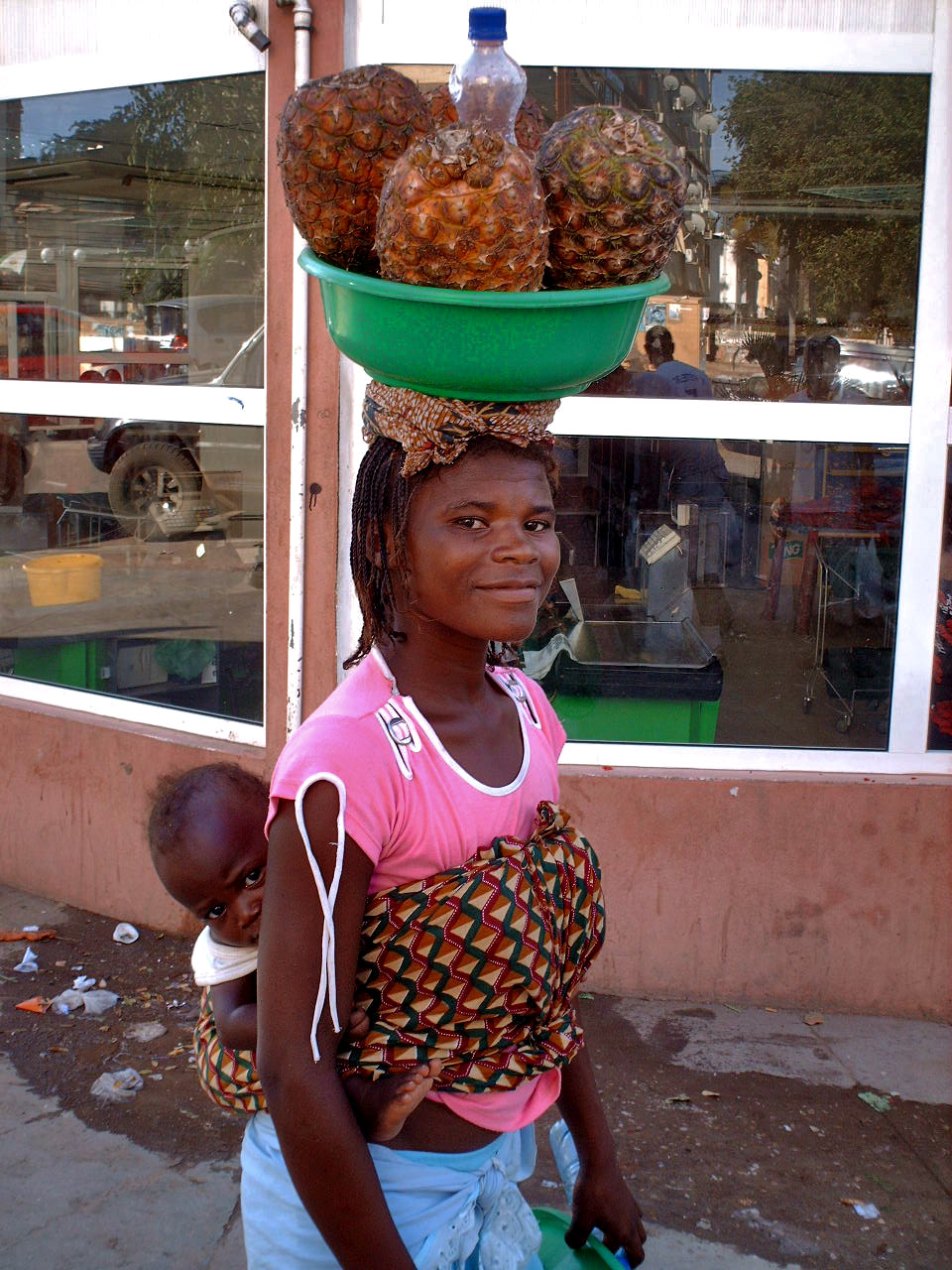
Một người mẹ bán hàng rong tại Luanda
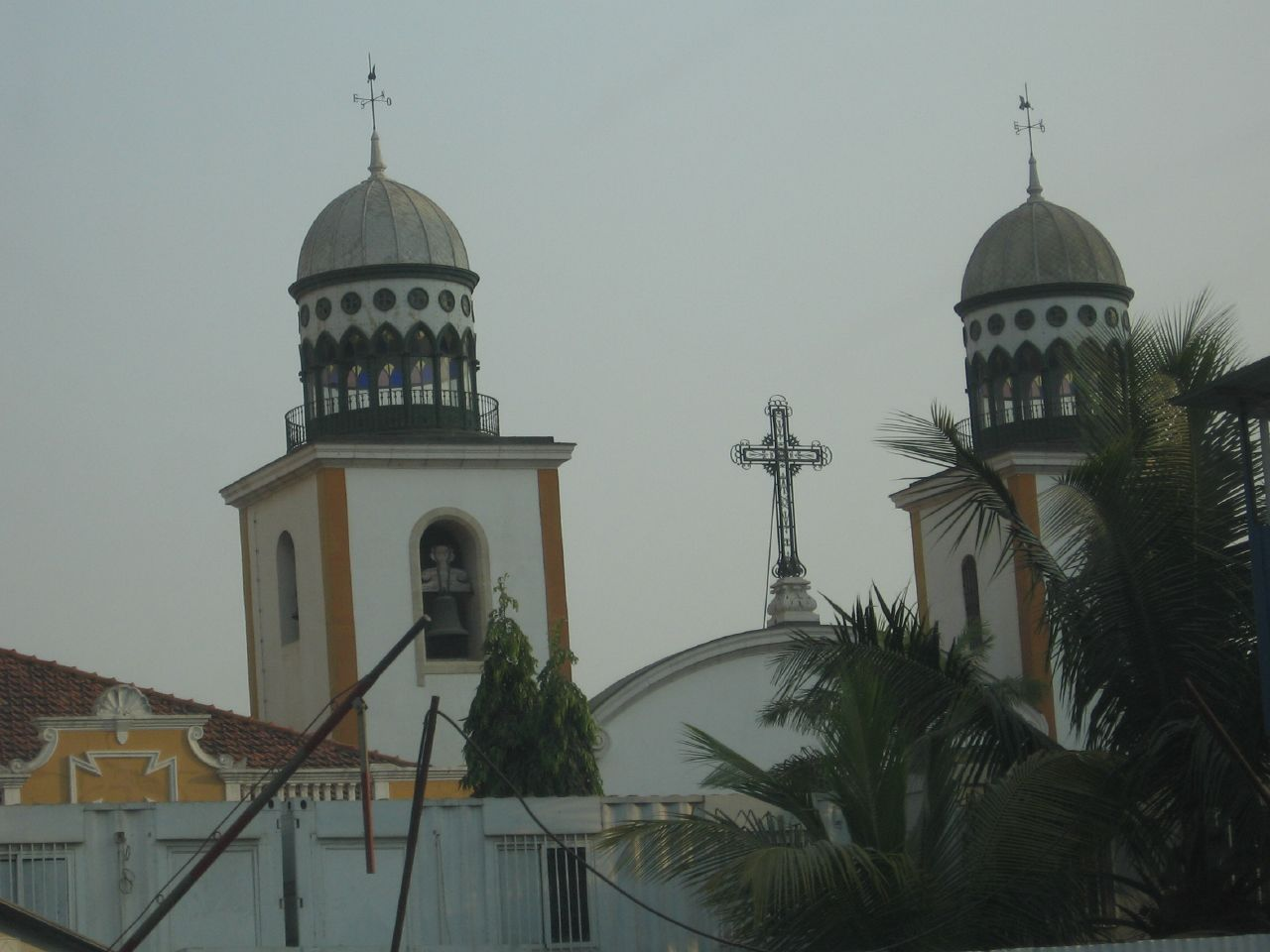
Nhà thờ Luana
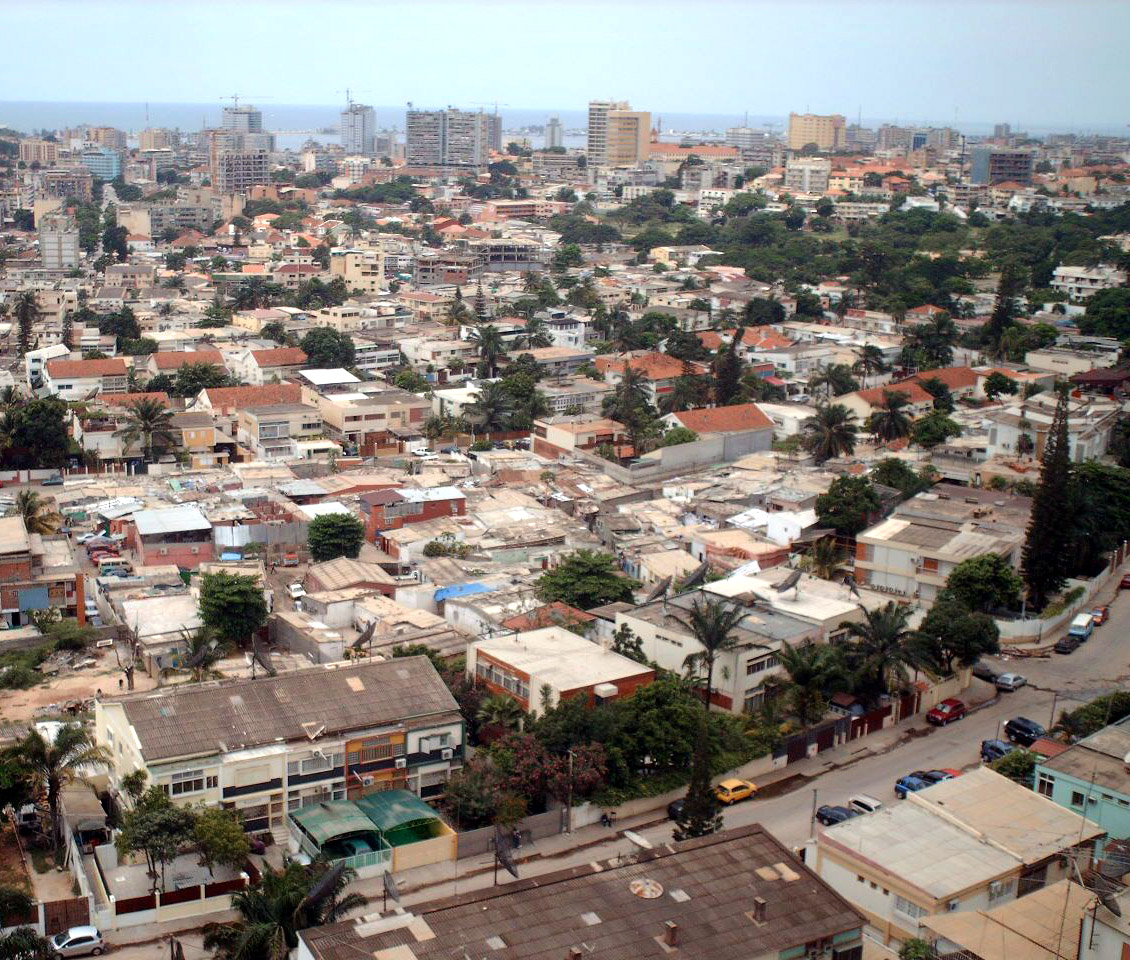
Quang cảnh Luanda
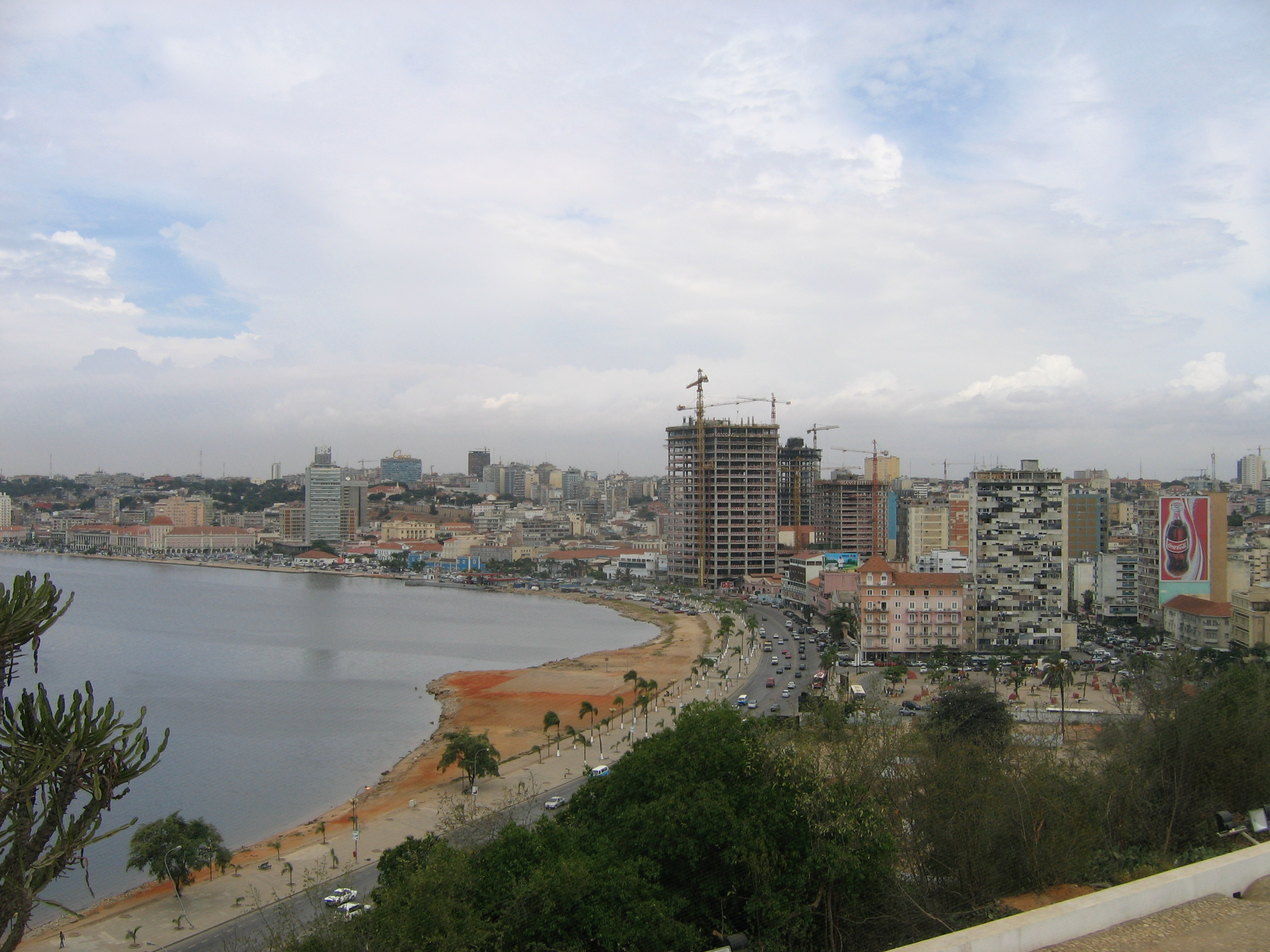
Bãi biển Luanda nhìn từ Fortaleza
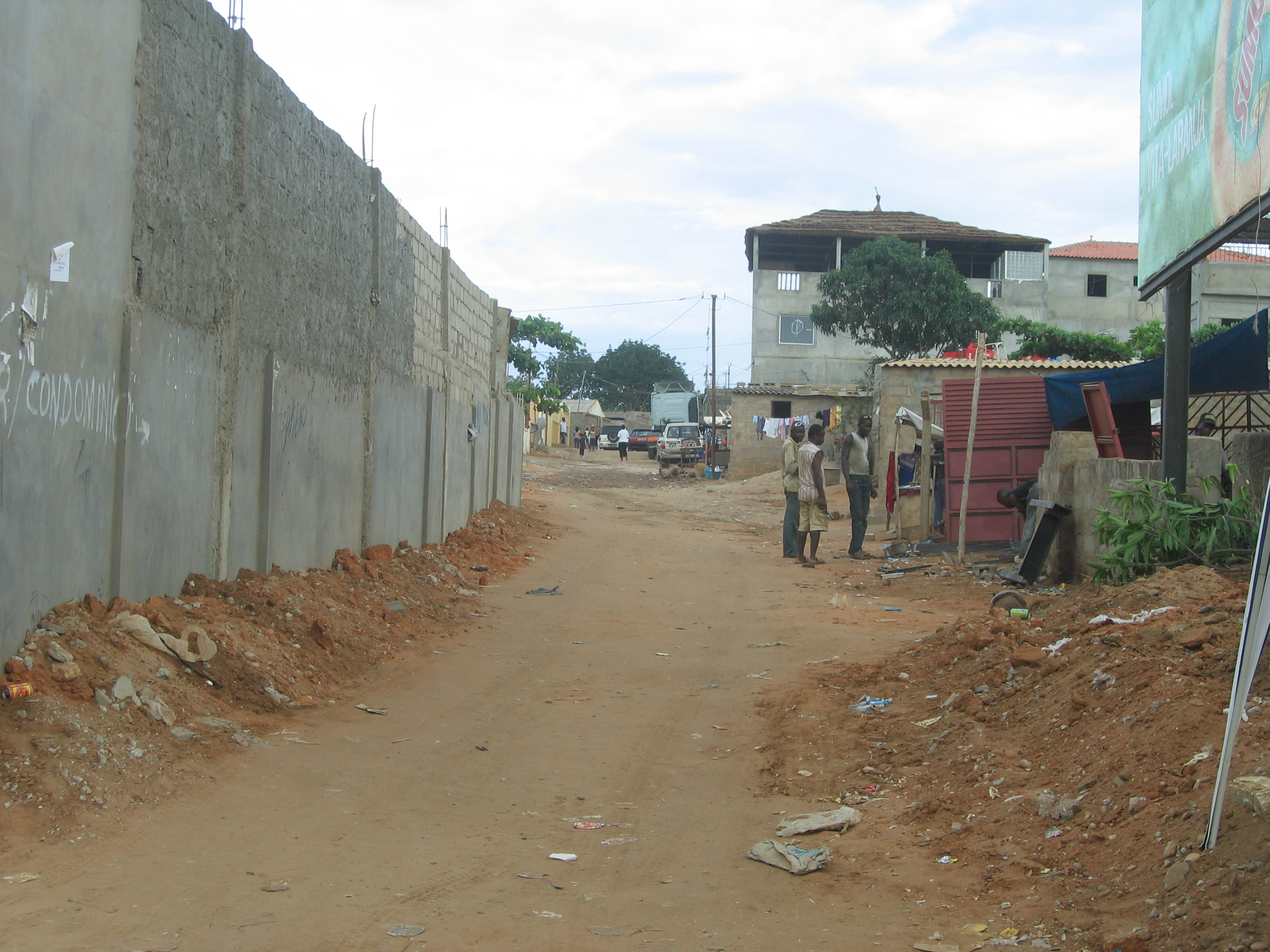
Con phố nghèo tại Luanda
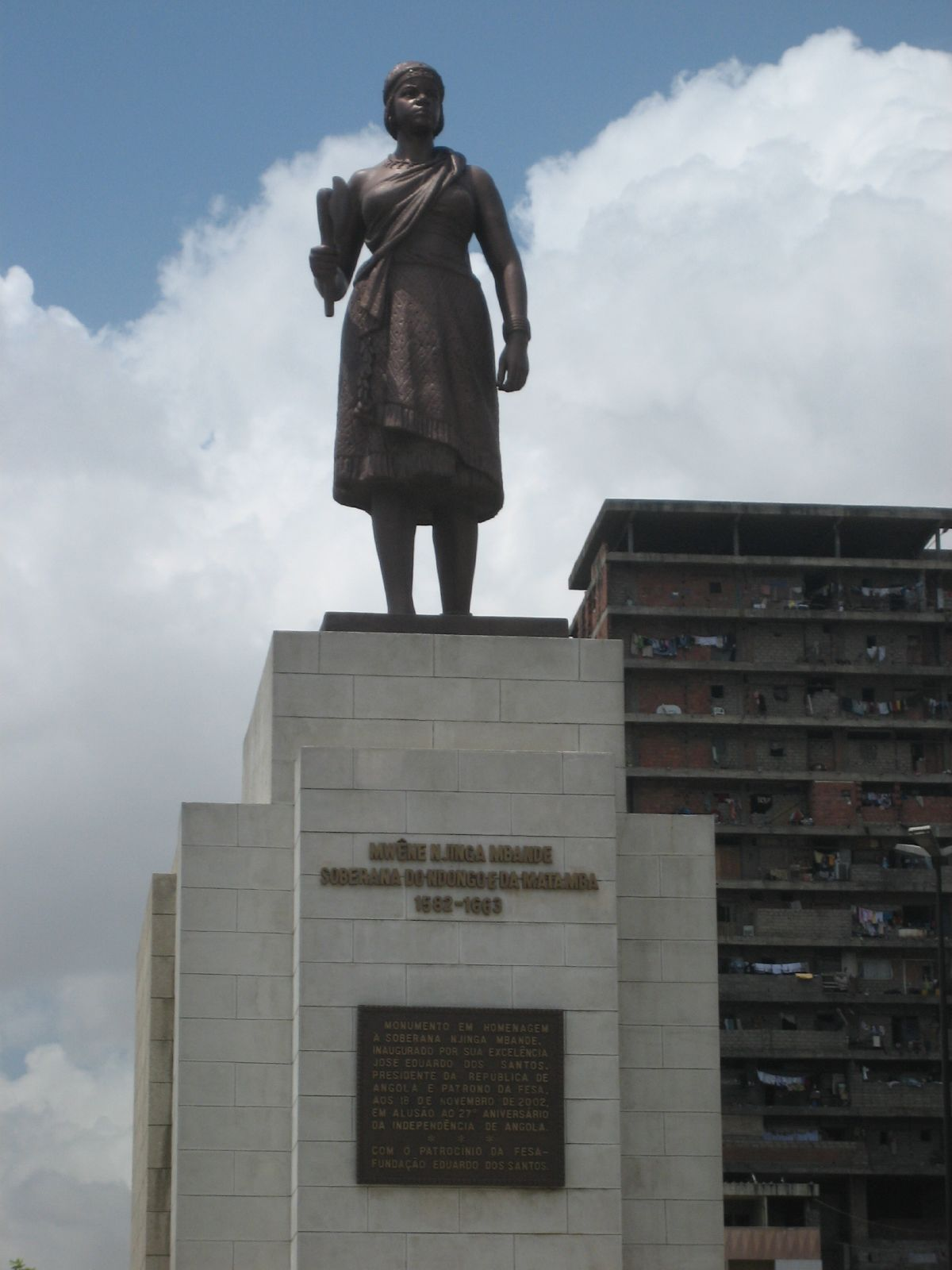
Đài tưởng niệm nữ hoàng Nzinga Mbande